# Сент Ан (Мисури)
Сент Ан (енгл. St. Ann) град је у америчкој савезној држави Мисури.

## Демографија
По попису из 2010. године број становника је 13.020, што је 587 (-4,3%) становника мање него 2000. године.
| Група             | 2000.          | 2010.         |
| Белци             | 10.974 (80,6%) | 8.768 (67,3%) |
| Афроамериканци    | 1.557 (11,4%)  | 2.879 (22,1%) |
| Азијати           | 271 (2,0%)     | 287 (2,2%)    |
| Хиспаноамериканци | 560 (4,1%)     | 745 (5,7%)    |
| Укупно            | 13.607         | 13.020        |